# Покровский, Николай Николаевич (государственный деятель)
Никола́й Никола́евич Покро́вский (1865 г.— 1930 г.) — русский государственный деятель, тайный советник (14.04.1913), последний министр иностранных дел Российской империи в 1916—1917 годах, член Государственного совета, государственный контролёр (1916).

## Биография
Родился в Санкт-Петербурге 27 января (8 февраля) 1865 года. Происходил из дворян, сын действительного статского советника.
В 1888 году, по окончании юридического факультета Санкт-Петербургского университета поступил на службу в Министерство финансов. С 1893 года — начальник отделения Канцелярии Комитета министров. С 1899 года — вице-директор, а в 1904—1906 годах — директор Департамента окладных сборов Министерства финансов. Кроме того, он был статс-секретарём двух департаментов Государственного совета — промышленности, наук и торговли (1903–1904), государственной экономии (1904). 
С 1904 года — директор Департамента окладных сборов . 
С 9 июля 1906 по 27 июня 1914 — товарищ министра финансов. В кабинете министров был сторонником сотрудничества с либеральной общественностью.
Под его руководством был разработан ряд налоговых законов; в частности, введена более совершенная система оценки имущества при взимании налога с городской недвижимости, основанная на её рыночной стоимости (6 июня 1910 года, вступил в силу с начала 1912 года), что позволило при сохранении прежней ставки налога (6%) увеличить сумму его сбора; впервые в истории России был введён подоходный налог (6 апреля 1916 года, должен был вступить в силу в 1917 году). 
С 4 мая 1909 года — сенатор.
В 1913 году был произведён в тайные советники.
С 1 февраля 1914 года — член Государственного совета по назначению (в 1915—1916 годах входил в кружок внепартийного объединения). От Госсовета в августе 1915 года стал членом Особого совещания по продовольственному делу, где возглавил Комиссию о мерах борьбы с дороговизной предметов первой необходимости. также, в 1914—1916 годах был товарищем председателя Романовского комитета, членом Верховного комитета по призрению, товарищем председателя Центрального военно-промышленного комитета.
С 25 января по 30 ноября 1916 года — государственный контролёр; 30 ноября 1916 года назначен министром иностранных дел — до 2 марта 1917 года.
Имел 300 десятин приобретённого в Ковенском и Паневежском уездах Ковенской губернии и 130 десятин пастбища, совместного с крестьянами.
Назначение его министром иностранных дел после Б. В. Штюрмера было воспринято обществом как «поражение распутинцев» (в Государственной Думе его называли «кристаллически честным»). По свидетельству современника, Покровский «чувствовал себя на своем новом посту нехорошо», просился у царя в отставку, жалуясь на совершаемые без его ведома закулисные попытки камарильи заключить сепаратный мир.
В качестве приглашённого участвовал в работе X и XI съездов Объединённого дворянства, член его экономической комиссии. В апреле 1917 возглавил Русско-Американский комитет содействия экономическому сближению России и США. Член комиссии по выработке проекта договора с Финляндией, председатель правления Сибирского банка, что, наряду с вхождением М. И. Терещенко во Временное правительство, дало Ленину повод для резкого полемического выступления о сращивании государственного аппарата с финансовой верхушкой («Сегодня министр — завтра банкир; сегодня банкир — завтра министр» и пр.). С апреля 1918 — заместитель председателя Союза защиты интересов русских кредиторов и должников — общественной организации, возникшей по почину коммерческих кругов для учета взаимных германо-русских претензий в соответствии с Брестским мирным договором. Тогда же или несколько позже Покровский по заказу журналиста Л. М. Клячко-Львова и «с разрешения Наркомпроса» написал воспоминания, которые ныне хранятся в ЦГАЛИ.
В 1918 году выбран в Совет Союза международных торговых товариществ.
Был ненадолго арестован в 1919 году, после этого принял решение уехать в Литву, где владел небольшим имением. В начале 1920-х годов эмигрировал; жил в Каунасе, занимался научной и преподавательской деятельностью — сначала был доцентом Ковенского университета, в 1926—1929 года и. о. профессора кафедры финансов факультетата права. Написал «Основы финансовой науки» (1925). Был советником Министерства финансов Литвы.
Умер 12 декабря 1930 года.
Младший сын Георгий Покровский (1897-1920), военный армии Юденича, похоронен по Нарвой (Эстония).

## Награды
- Подарок на 600 руб. из кабинета Его Императорского Величества (26.05.1896)
- Орден Святой Анны 2-й степени (01.04.1901)
- Орден Святого Станислава 1-й степени (22.04.1907)
- Орден Святой Анны 1-й степени (18.04.1910)
- Орден Белого орла (01.01.1917)
- Бронзовая медаль «За труды по первой всеобщей переписи населения» (17.03.1897)
- Золотой нагрудный знак в память 50-летия Высочайше утверждённого 1 января 1864 г. Положения о губернских и уездных земских учреждениях (04.03.1914)

Иностранные:
- бухарский орден Короны с алмазами (31.05.1913)
- французский орден Почётного легиона, большой крест (03.03.1917)